# Tisonia coriacea
Tisonia coriacea är en videväxtart som beskrevs av S. Elliot.. Tisonia coriacea ingår i släktet Tisonia och familjen videväxter. Utöver nominatformen finns också underarten T. c. louveli.